# Júlio Augusto Henriques
Júlio Augusto Henriques (Arco de Baúlhe, Cabeceiras de Basto, 15 de enero de 1838 — Coímbra, 15 de enero de 1928), más conocido por Júlio Henriques, fue un botánico, micólogo, pteridólogo, algólogo, profesor de la Universidad de Coímbra, gran impulsor en la introducción de los estudios botánicos en Portugal. Fundó la Sociedad Broteriana, y se desenvolvió en la consolidación del Herbario de la Universidad de Coímbra y en su Jardín Botánico.
Realizó extensas expediciones botánicas en Portugal, Guinea-Bissau, Santo Tomé y Príncipe.

## Algunas publicaciones
- 1895. Contribuiçao para o estudes da flora cryptogamica dos Açores. 9 pp.
- 1902. Estudo comparado das especies vegetaes productoras de borracha: memoria. Ed. Imprensa Nacional. 8 pp.

### Libros
- 1876. O Jardim Botanico Da Universidade de Coimbra. Ed. Imprensa da Universidade. 54 pp. Reeditó en 2010 BiblioBazaar, 66 pp. ISBN 1145204228
- 1880. Contribuitiones. Typis academicis. 65 pp.
- 1880. Phylloxera: apontamentos. Ed. Imprensa Academica. 24 pp.
- 1883. Expedição scientifica á Serra da Estrella em 1881: Secção de botanica. Ed. Imprensa Nacional. 133 pp.
- 1884. Instrucções practicas para culturas coloniaes. Ed. Imprensa da Universidade. 124 pp.
- 1908. Plantas de hule y de gutaperca. Ed. Imprenta y fototipia de la Secretaria de Fomento. 95 pp.
- 1910. Agricultura colonial. Separata da Revista Portuguesa colonial e maritima. Ed. Livraria Ferin. 384 pp.

- La abreviatura «Henriq.» se emplea para indicar a Júlio Augusto Henriques como autoridad en la descripción y clasificación científica de los vegetales.[2]